# Martín Mallea
Fray Martín de Loyola (¿?-1606), más conocido como Martín Mallea,  fue un fraile franciscano descalzo, navegante y misionero español.
Martín Mallea dio dos veces la vuelta al mundo, la circunnavegó en 1580-1584 y 1585-1589, y realizó varios relatos que tuvieron gran incidencia en su tiempo. 
Fue primer custodio de la provincia franciscana de Macao-Malaca y cuarto obispo de Paraguay y del Río de la Plata en donde en 1603 convocó el Sínodo de Asunción, considerado el primer concilio del Río de la Plata en Asunción, en donde se recogían una serie de medidas que protegían a los indígenas y que están consideradas como  la primera doctrina social de la Iglesia por ello Fray Martín Ignacio de Loyola ha sido considerado por el papa Juan Pablo II como gran defensor de los indígenas y Eje del desarrollo humano y cristiano del Paraguay y regiones vecinas. Murió en Buenos Aires, Argentina, el 9 de junio de 1606.
Era sobrino-nieto de Ignacio de Loyola y fue ordenado sacerdote en Alaejos en 1572.
La historia de su primer viaje fue publicada por primera vez en Roma en 1586, incluida en Historia de las cosas más notables, ritos y costumbres del gran reyno de la China de Juan González de Mendoza.

## Biografía
Martín Ignacio de Mallea Loyola nació en la población guipuzcoana de Éibar (País Vasco, España) a mediados del siglo XVI era hijo de Andrés Martínez de Mallea y de María Osoa de Loyola. Sobrino del fundador de la Compañía de Jesús, Ignacio de Loyola y primo del que fue gobernador de Chile, Martín García de Oñaz.
La actividad viajera de fray Martín Mallea le llevó a ser definido como uno de los religiosos descalzos de la Orden de Sant Francisco que lo anduvieron todo (el Nuevo Mundo) el año de 1584. Su primer viaje lo inició el 13 de junio de 1581 partiendo hacia México con otros 31 misioneros franciscanos con destino a las Filipinas a donde llegó en 1582.
De Filipinas pasó a China con la intención de evangelizar a su población pero allí fue rechazado sufriendo varios ataques que llegaron a poner ene riesgo su vida. Recibió ayuda del Capitán Mayor de Macao, entonces colonia de Portugal, Arias González de Miranda. El 31 de diciembre de 1583 llegaba a Malaca de donde salió hacia la península ibérica por la llamada Ruta Portuguesa haciendo escala en varios puntos de la misma. Para 1584 ya estaba en Portugal.
A su llegada a Europa se puso en contacto con el Consejo de Indias para tratar los problemas que tienían las misiones franciscanas en el Extremo Oriente. Habló con el Padre General de los franciscanos sobre el mismo tema y consiguió del papa Gregorio XIII la bula de Custodio de China.
En 1585 salía con veinte misioneros del puerto de Lisboa hacia Oriente por la Ruta Portuguesa llegando a Malaca e intentando desde allí adentrase en China. Hizo dos intentos fallidos y decidió comunicar al rey Felipe II el problema de las misiones en China. Para ello partió del puerto de Macao hacia Nueva España el 12 de julio de 1588. Lo hizo en la fragata Nuestra Señora de la Esperanza que estaba capitaneada por su paisano Pedro de Unamuno. El 22 de noviembre de ese mismo año llegaba al puerto de Acapulco después de recorre parte la costa oeste norteamericana. Siguió viaje llegando a España al año siguiente. Tuvo que abandonar sus objetivos sobre la evangelización en China y dedicarse a otras cosas.
Fruto de estos viajes, particularmente su primera vuelta al mundo, fue el su obra Itinerario del Nuevo Mundo. Esta obra fue incluida por el agustino fray González de Mendoza en la recopilación que realizó y tituló Historia de las cosas más notables, ritos y costumbres del gran Reino de la China editada en 1585 en Roma y reeditada más de 40 veces después. En concreto es, con portada especial, el tercer libro de la segunda parte obra.
En 1594 salió para América del Sur donde fue nombrado obispo de Paraguay el 19 de noviembre del año 1601. Pronto convocó el sínodo de Asunción o Rioplatense, el primer sínodo que se realizaba en Paraguay, bajo el lema para la buena enseñanza de la doctrina cristiana de los naturales. En el sínodo paraguayo participó el que, a al postre, sería el primer beatificado paraguayo, Roque González. Fruto de este sínodo fue una amplia transformación de la legislación civil en aras de mejorar las situaciones de los indígenas en referencia a sus relaciones laborales, relación con el trabajo y actitudes ante la mujer, etc y se determinó que la evangelización de los indios debía hacerse en lengua guaraní, adoptándose además como catecismo oficial el Catecismo límense que había traducido a esa lengua fray Luis Bolaños.

## Obras
- Martin Ignacio de Loyola. VIAJE ALREDEDOR DEL MUNDO